# Ouratea paratatei
Ouratea paratatei là một loài thực vật có hoa trong họ Ochnaceae. Loài này được Sastre mô tả khoa học đầu tiên năm 1995.